# Золотухин, Борис Андреевич
Бори́с Андре́евич Золоту́хин (род. 13 июня 1930 года, Москва) — советский и российский адвокат, участник диссидентского движения в СССР, политический деятель, правозащитник, член Московской Хельсинкской группы с 1989 года. Депутат Государственной Думы I созыва (1993—1995).

## Начало биографии
Окончил школу № 273 в г. Москве (среди его одноклассников были, в частности, Виктор Хинкис и Борис Носик).
Окончил Московский юридический институт в 1952 году по специальности «юрист».
В 1952—1953 годах работал следователем в Дзержинской районной прокуратуре г. Москвы, в январе 1954—1959 зональным прокурором следственного отдела, постоянным государственным обвинителем в Московском городском суде от прокуратуры Москвы. В 1959—1968 годах — адвокат (с 1953 года член президиума коллегии адвокатов), в 1966—1968 — заведующий юридической консультацией Московской городской коллегии адвокатов.
Был исключен из коллегии адвокатов за речь в защиту политзаключённого Александра Гинзбурга на так называемом «процесс четырёх» (А. Гинзбурга, Ю. Галанскова, А. Добровольского и В. Лашковой, обвиняемых в антисоветской пропаганде). Был одним из четырёх адвокатов (Борис Золотухин, Дина Каминская, Юрий Поздеев, Софья Каллистратова), осмеливавшихся требовать оправдания обвиняемых на политических процессах в СССР.
В дальнейшем на протяжении 20 лет (1968—1988) работал юрисконсультом в строительных организациях Москвы.
Принимал участие в правозащитном движении, оказывал юридическую помощь его участникам. Дважды исключался из КПСС: в 1968-м (за упомянутую выше речь в политическом процессе) и в 1977-м (за участие в подготовке рукописи о коррупции и теневой экономике в СССР).
С 1988 года — вновь адвокат Московской городской коллегии адвокатов. В 1989 году вошёл в состав Московской Хельсинкской группы.
Награждён Золотой медалью им. Ф. Н. Плевако в 1998 году за вклад в развитие российской адвокатуры, в правозащитную деятельность.

## Политическая деятельность
В 1990—1993 — народный депутат России по Свердловскому округу № 46 г. Москвы, с ноября 1991 года член Совета Республики Верховного Совета России, являлся заместителем председателя комитета Верховного Совета по законодательству, членом Комиссии Президиума Верховного Совета по вопросам русского зарубежья, членом Конституционной комиссии, был членом фракции «Радикальные демократы» и парламентской «Коалиции реформ», участвовал в работе фракции «Демократическая Россия» и Московской депутатской группы. В июле 1990 года подписал заявление 54 народных депутатов России о выходе из рядов КПСС. 6 сентября 1991 года вошёл в состав депутатской комиссии для расследования причин и обстоятельств государственного переворота в СССР.
Был одним из разработчиков судебной реформы, активный сторонник введения в России суда присяжных и либерализации законодательства. Во время политического противостояния 1993 года поддержал Б. Н. Ельцина. В сентябре-декабре 1993 года был заместителем председателя Комиссии законодательных предположений при Президенте РФ.
В 1993—1995 годах — депутат Государственной думы России первого созыва (избран по списку), был заместителем председателя фракции «Выбор России» и заместителем председателя Комитета по законодательству и судебно-правовой реформе Государственной думы.
В марте 1994 года член инициативной группы по созданию партии Демократический выбор России (ДВР).Избирался членом политсовета партии. В 1995 году баллотировался по списку этой партии на выборах в Государственную думу.
В апреле 2000 года на учредительном съезде движения «Либеральная Россия» был избран одним из пяти его сопредседателей. В 2002-м был избран сопредседателем политической партии «Либеральная Россия». Во внутрипартийном конфликте с Б. А. Березовским поддерживал других сопредседателей — В. В. Похмелкина и С. Н. Юшенкова. Сложил с себя полномочия сопредседателя партии 6 марта 2004 года, признав свою ответственность за неудачу партии на парламентских выборах.
Был заместителем председателя Комиссии законодательных предположений при Президенте РФ (1993), председателем Палаты по правовой политике и федеральному устройству Политического консультативного совета (с 1996).
Член общественного совета Российского еврейского конгресса, член правления общества «Общественный вердикт».

## Награды
- Орден Дружбы народов (2 июня 1994 года) — за заслуги в укреплении законности и многолетнюю добросовестную работу[4].
- Медаль «Защитнику свободной России» (9 сентября 1999 года) — за исполнение гражданского долга при защите демократии и конституционного строя 19-21 августа 1991 года[5].
- Почётная грамота Президента Российской Федерации (12 декабря 2008 года) — за активное участие в подготовке проекта Конституции Российской Федерации и большой вклад в развитие демократических основ Российской Федерации[6].